# Троицко-Ильинский монастырь (Чернигов)
Тро́ицко-Ильи́нский монасты́рь (укр. Троїцько-Іллінський монастир) — православный монастырь Черниговской епархии Украинской православной церкви, расположенный в Чернигове, в живописной местности на Болдиной горе.

## История
По преданию, Ильинский монастырь на Болдиной горе основан около 1069 года Антонием Печерским. Разрушен в 1239 году татарами.
Вновь основан в 1649 году епископом Лазарем Барановичем и вскоре отстроен на средства черниговского полковника Степана Пободайла. Со второй половины XVII века был кафедрой черниговских архиепископов. В 1679 году в монастырь была переведена Новгород-Северская типография.
Семиглавый собор Святой Троицы, давший обители новое название Троицкой, построен в 1679—1689 годах на средства черниговского полковника Василия Дунин-Борковского. Строительными работами руководил мастер Иоганн Баптист из Вильно. Собор освящён в 1695 году в присутствии гетмана Ивана Мазепы.
В 1714 году архимандритом монастыря был назначен Герман (Кононович), который одновременно возглавил и действовавшую при обители типографию; под его руководством было издано множество духовных книг с его предисловиями и комментариями.
В 1786 году монастырь закрыт и превращён в архиерейский дом. Соборный храм в результате многочисленных перестроек утратил барочный декор и четыре боковые главы. При советской власти здания были отобраны у церкви.
В 1942 году была создана женская монастырская община. Монастырь как девичья обитель действовал до 1962 года. Сейчас на его территории действуют Черниговское епархиальное управленние, школа регентов-псаломщиков, музей «Антониевы пещеры». Из зданий сохранились следующие:
1. Ильинская церковь (XII век);
2. Троицкий собор (XVII век; отреставрирован в 1974—1985 годах с возвращением предполагаемого исконного облика);
3. Введенская церковь;
4. Архиерейский дом
5. 58-метровая колокольня 1775 года — самая высокая на Левобережье.

Неподалёку от Троицкого собора, на Болдиной горе — могилы Леонида Глебова и Михаила Коцюбинского.